# Diodemodtager
En krystalmodtagere (også kendt som et krystalapparat eller en krystalradio) blev først bygget omkring 1900 af Greenleaf Whittier Pickard. Krystalmodtagerne anvendte krystaldetektordioder til at detektere radiofonisignaler. Andre ensrettende overgange blev lavet af oxiderede metallegeringer.
Den "moderne" udgave af krystalmodtageren er en diodemodtager, hvor krystallet er udskiftet med en småsignal Schottky-diode baseret på halvledermaterialet silicium eller en punktkontaktdiode baseret på halvledermaterialet germanium.
En krystalmodtager eller diodemodtager skal ikke have elektricitet fra batteri eller elnet - det man hører i hovedtelefonen eller krystaløreproppen fås alene fra de modtagne radiobølger.

## Mere om modtagertypen
En krystalmodtager eller diodemodtager er den simplest mulige radioforsats. Derfor er den et godt eksempel til begynderundervisning. Den er bedst egnet til at modtage AM, men kan også anvendes til FM.

### Krav
Den kræver en lang radioantenne (f.eks. 10+ meter isoleret eller ikke-isoleret elektrisk ledende tråd mindst 1 meter over jorden) ved modtagelse af f.eks. langbølgebåndet, mellembølgebåndet og kortbølgebåndet. Desuden skal den jordes i bogstaveligste forstand – signalet bliver stærkere af det. Forfatteren har kun kunnet få den til at virke med en højttaler af krystaløreproptypen og kun ved modtagelse af stærke udenlandske kortbølgesendere.
De fleste diodemodtagere er beregnet til modtagelse af langbølgebåndet og mellembølgebåndet.

### Opbygning
Antennen er tilsluttet til svingningskredsens ene ende direkte, via en kondensator eller på et udtag på spolen – og jordlederen er forbundet til den anden svingningskreds ende.
Svingningskredsen består af en kondensator – almindeligvis variabel – og en spole. Ved modtagelse af langbølgebåndet og mellembølgebåndet benyttes typisk en variabel kondensator på 500-50 pF og en af 2 spoler med en passende induktion så båndet dækkes.
Detektoren (rettere AM-demodulationen) udgøres af en Schottky-signaldiode eller en germaniumsignaldiode. Det er lige meget hvilken vej den vender i forhold til svingningskredsens tilkoblingspunkt, da man ikke kan høre forskel på lydfasningen (med denne modtagers kvalitet). Diodens anden ende kobles til krystaløreproppen, hvis anden ende kobles til svingningskredsens jordende.
I princippet bør der sættes en kondensator på ca. 1-2 nF over krystaløreproppens to tilkoblingspunkter.

### Virkemåde
Fra radioantennen modtages et svagt elektrisk signal fra en eller flere stærke stationer – sandsynligvis ved en impedans betydeligt højere end 50 ohm – f.eks. 1 kohm.
Den svage modtagne elektriske energi – muligvis fordelt på flere radiostationers signaler – resulterer i en vekselstrøm gennem svingningskredsen. For de fleste frekvenser "kortsluttes" de til jord, og derfor er der for disse frekvenser kun et lavt spændingsbidrag over svingningskredsen.
Hvis der er frekvenser til stede, som er indenfor svingningskredsens resonansfrekvens, så vil disse frekvensers elektriske energi starte og vedligeholde en større elektrisk svingning med en større spænding til følge.
Svingningskredsen virker som et filter.
Svingningskredsens Q er formentlig mellem 50 og 1000, men selv ved langbølgebåndssignaler vil den elektriske svingning kunne falde hurtigere end typiske AM-modulationssignaler. Derfor vil HF-signalstyrken over svingningskredsen stige og falde med AM-modulationssignalets styrke på begge side af/symmetrisk om nul.
Noget af denne svingningsenergi tappes af dioden i takt med lyd AM-signalets modulationsstyrke. Det AM-modulerede signals positive (eller negative) del "gives" krystaløreproppen. Og er signalet stærk nok høres lydsignalet.
Udover lydsignalet er der faktisk en omtrent dc-spænding over krystaløreproppen og den eventuelle afkoblingskondensator. Denne jævnspænding er stort set proportional med disse frekvensers signalstyrke, som er indenfor resonansfrekvensintervallet.